# Level E
Level E (яп. レベルE Рэбэру E) — научно-фантастическая манга Ёсихиро Тогаси, автора YuYu Hakusho и Hunter x Hunter. Серия выходила в журнале Weekly Shonen Jump издательства Shueisha с 1995 по 1997 год и включила в себя 16 глав. В формате танкобонов было выпущено 3 тома манги. Трансляция аниме-сериала производства студий Pierrot и David Production прошла в январе-апреле 2011 года на телеканале TV Tokyo.

## Сюжет
Действие разворачивается на планете Земля, заселённой тысячами инопланетян со всей галактики, которым, тем не менее, удаётся умело скрывать своё присутствие от землян. Бака, принц планеты Догура, аварийно приземлившись на своём корабле, теряет память и попадает в окружение людей. Первым, с кем он знакомится, становится старшеклассник Юкитака Цуцуи.

### Персонажи
Принц — Первый принц планеты Догура. Имеет высокий коэффициент интеллекта и любит использовать его как оружие против других. Его настоящее имя — Бака Ки Эл Догура (яп. バカ＝キ＝エル・ドグラ), однако окружающие его называют просто Бака-одзи (яп. バカ王子 «Принц Бака», досл. «Глупый принц»).
Юкитака Цуцуи (яп. 筒井 雪隆 Цуцуи Юкитака) — Старшеклассник и сосед по комнате принца. Любит играть в бейсбол.
Сэйю: Ёсимаса Хосоя
Михо Эдогава (яп. 江戸川 美歩 Эдогава Михо) — Соседка Юкитаки. Отец Михо занимается исследованием инородной жизни на Земле.
Сэйю: Сатоми Акэсака
Капитан Крафт (яп. クラフト隊長 Курафуто-тайтё:) — Глава Королевской Гвардии.
Сэйю: Такэхито Коясу
Садо

## История создания
Когда было принято решение о сериализации манги, её автор к тому времени создал только одну главу; тогда его работа носила название Alien Crises. Однако вскоре он решил изменить название и, перебрав несколько вариантов, решил, что за основу возьмёт название видеоплёнки Level 4 и в качестве второй составляющей будет использовать первую букву английского варианта слова «инопланетянин» (alien) . Ему было известно, о том, что первой буквой там является A, а не E, однако он отметил, что навсегда для себя связал понятие инопланетянина с названием фильма E.T., благодаря чему серия стала называться Level E.

## Медиа-издания

### Манга
Выпуск манги Level E начался с 42 номера 1995 года журнала Weekly Shonen Jump. Всего было выпущено 16 глав, впоследствии сформированных в 3 танкобона. Кроме того манга была переиздана в 2009 году в рамках проекта Shueisha Jump Remix, но уже в двух томах.
| № | Заглавие                 | Дата публикации     | ISBN               |
| --- | ------------------------ | ------------------- | ------------------ |
| 1 | An alien on the planet   | 4 марта 1996 года   | ISBN 4-08-872071-7 |
| - 1. An alien on the planet - 2. Run after the man! - 3. Risky game! - 4. From the darkness - 5. Crime of nature…!       |                          |                     |                    |
| 2 | Here come color ranger!! | 3 октября 1996 года | ISBN 4-08-872072-5 |
| - 6. Here come color ranger!! - 7. Dancing in the trap!! - 8. The crying game - 9. Game over…!? - 10. You’re my darling! |                          |                     |                    |
| 3 | Full moon…!              | 1 мая 1997 года     | ISBN 4-08-872073-3 |
| - 11. Love me tender - 12. Field of dreams! - 13. Escape from!! - 14. Boy meets girl - 15. Full moon…! - 16. Honeymoon…! |                          |                     |                    |

### Аниме-сериал
Аниме-адаптация сюжета сериала создана компаниями Studio Pierrot и David Production. Её трансляция прошла на телеканале TV Tokyo с 10 января по 4 апреля 2011 года. Всего было показано 13 серий.
Открывающую тему Cold Finger Girl (яп. コールドフィンガーガール) исполняет Курияма Тиаки, а закрывающую, (Yume) ~Mugennokanata~ (яп. 「夢」～ムゲンノカナタ～) группа ViViD.